# Matthias Rauch
Matthias Rauch (* 29. Oktober 1982 in Dorsten, Deutschland) ist ein deutscher Zauberkünstler, Entertainer und Moderator.
Er ist Mitglied und Preisträger des Magischen Zirkels von Deutschland und ist das Aushängeschild des Theaters Zauberkasten in Bochum und des angeschlossenen Simsalabim Bochum – Verein für Zauberei und Kleinkunst e.V.
Laut eigener Aussage begann seine Leidenschaft für die Zauberkunst in frühester Kindheit, als er seinen Vater überreden konnte, ihm aus dem geheimen Zauberkasten ein Kunststück zu verraten. Seit diesem Tag liebt und lebt er die Zauberkunst. Für ein Engagement in New York beendet er im Jahr 1999 vorzeitig seine Ausbildung und ist seitdem hauptberuflich Zauberkünstler, Entertainer und Moderator. 
Mit der fingerfertigen Manipulation „Lemon Tree“ schaffte er es, wichtige Preise und Auszeichnungen der Zauberkunst zu erringen. Anfang 2010 trat er auf Einladung von Siegfried & Roy in Las Vegas auf.
1999 wurde er vom Magischen Zirkel von Deutschland zum Magier des Jahres gewählt.

## Auszeichnungen
- Deutscher Meister
- Magier des Jahres
- Master of Magic Award
- Les Anneaux Magiques
- Deutscher Jugendmeister der Zauberkunst
- Holländischer Jugendmeister der Zauberkunst
- Prix Juventa Magica

## Varietés, Festivals und Theater (Auswahl)
- GOP Varieté-Theater Essen
- GOP Varieté-Theater Hannover
- GOP Varieté-Theater Bad Oeynhausen
- Starclub Varietés Kassel und Fulda
- Varieté Et Cetera Lübeck
- Varieté Et Cetera Bochum
- Europas größtes Musikfestival Bochum Total
- Quatsch Comedy Club Berlin
- City Center Theater New York
- Theatre de Meervaart Amsterdam
- Kurhaus Wiesbaden
- Theatre de Beausobre Lausanne
- Schmidttheater Hamburg
- Stadthalle Gütersloh
- The Magic Castle Hollywood